# Торе Милето
Торе Милето (итал. Torre Mileto) је насеље у Италији у округу Фођа, региону Апулија.
Према процени из 2011. у насељу је живело 5 становника. Насеље се налази на надморској висини од 2 м.